# جائزة غيرشوين

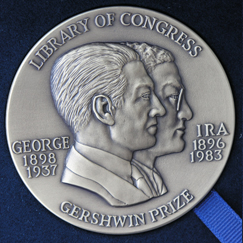
وجه جائزة مكتبة الكونغرس غيرشوين لعام 2007 للأغنية الشعبية الممنوحة لبول سايمون

جائزة مكتبة الكونجرس غيرشوين للأغنية الشعبية هي جائزة تُمنح للمؤلف أو المؤدي لمساهماته مدى الحياة في الموسيقى الشعبية. تم إنشاء الجائزة في عام 2007 من قبل مكتبة الكونجرس في الولايات المتحدة، وقد سميت الجائزة على اسم الأخوين جورج وإيرا غيرشوين، اللذين تضمنت مساهماتهما في الموسيقى الشعبية أغانٍ مثل I Got Rhythm لدي إيقاع و Embraceable You و Someone to Watch Over Me، وهي مقطوعات الأوركسترا الافتتان باللون الأزرق وأمريكي في باريس، وأوبرا بورجي وبس.

## تاريخ الجائزة

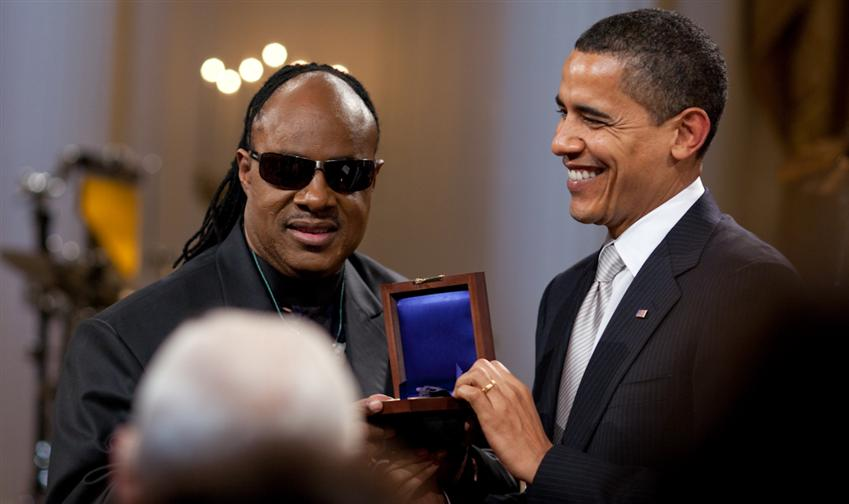
ستيفي وندر يتسلم جائزة غيرشوين في البيت الأبيض

تم إنشاء الجائزة الوطنية للأغنية الشعبية، والتي سميت في النهاية بجائزة غيرشوين، من قبل بيتر كامينسكي، وبوب كامينسكي، وكابي ماكجار، ومارك كرانتز، ودالتون ديلان، بعد إنشائهم لجائزة الفكاهة الوطنية، جائزة مارك توين لمركز كينيدي. تم تقديم المشروع لأمين المكتبة، جيمس بيلينجتون في عام 2003. ثم قام المنتجون التنفيذيون بتأمين شراكة مع WETA وPBS وCPB . منح أمين المكتبة الجائزة الأولى في عام 2007 تقديراً «للتأثير العميق والإيجابي للموسيقى الشعبية على ثقافة العالم» كجزء من مهمة المكتبة للتعرف على الإبداع والاحتفاء به. يُقال أن الحائز على جائزة غيرشوين "يجسد معيار التميز المرتبط بـجورج غيرشوين." عند اختيار الفائز، يعمل أمين مكتبة الكونغرس مع موظفي قسم الموسيقى بالمكتبة بالإضافة إلى المجتمع الموسيقي الأوسع. 

## مسيرة دورات الجائزة
في 1 مارس 2007 أعلنت مكتبة الكونغرس عن بول سايمون كأول فائز بالجائزة الجديدة، والتي تنضم إلى الجوائز الأخرى التي تمنحها المكتبة بما في ذلك جائزة Living Legend وجائزة Kluge .
حصل سايمون على الجائزة خلال حفل موسيقي يعرض موسيقاه في مسرح وارنر في واشنطن العاصمة، مساء يوم 23 مايو 2007. تم بث الحدث على الصعيد الوطني على قناة PBS مساء يوم 27 يونيو 2007.  ومن بين المؤدين يولاندا آدامز، ومارك أنتوني، وشون كولفين، وذا ديكسي الطائر الطنان، وجيسي ديكسون، وجيسي ديكسون سينغرز، وجيري دوغلاس، وفيليب جلاس، وأليسون كراوس، ولاديسميث بلاك مامبازو، ولايل لوفيت، وستيفن مارلي، وديان ريفز، وجيمس تايلور، وجروفر. Elmo  ستيفي وندر، و Buckwheat Zydeco، بالإضافة إلى آرت جارفونكل المتعاون السابق مع Simon. 
في 3 سبتمبر 2008، أعلنت المكتبة أن ستيفي وندر سيصبح ثاني الحاصلين على الجائزة.  قدم الرئيس باراك أوباما وندر مع مكتبة الكونجرس جائزة غيرشوين في 25 فبراير 2009 حفل في البيت الأبيض. شمل فناني الأداء Wonder بالإضافة إلى الهند. آري، توني بينيت، واين برادي، أنيتا جونسون، ديانا كرال، ماري ماري، مارتينا ماكبرايد، ريكي مينور، بول سيمون، إسبيرانزا سبالدينج وويل.آي.أم.

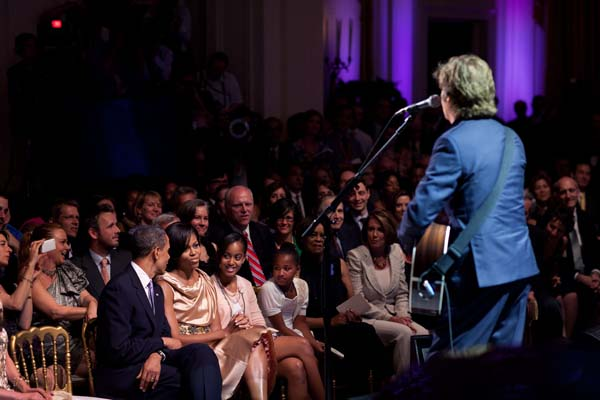
مكارتني يغني " ميشيل " للسيدة الأولى ميشيل أوباما.

في 18 نوفمبر 2009، أعلنت المكتبة أن السير بول مكارتني هو الفائز الثالث لهذا التكريم. أقيم حفل مكارتني في 2 يونيو 2010، في الغرفة الشرقية بالبيت الأبيض مع الرئيس أوباما وزوجته. وشملت العروض مكارتني وكذلك ستيفي وندر وإلفيس كوستيلو وجوناس براذرز وهيربي هانكوك وكورين بيلي راي وديف غروهل وفيث هيل وإيميلو هاريس ولانغ لانغ وجاك وايت، مع ملاحظات من جيري سينفيلد.
في 27 سبتمبر 2011، أعلنت المكتبة أن بيرت باشاراش وهال ديفيد هم الفائزون في الدورة الرابعة للجائزةبهذا. أقيم حفل التقديم في 9 مايو 2012، خلال حفل تكريمي للبيت الأبيض (تم تسجيله للبث لاحقًا على PBS) مع الرئيس والسيدة أوباما في الحضور. ومن بين الفنانين ستيفي وندر وديانا كرال ولايل لوفيت وشيليا ورومر وشيريل كرو ومايك مايرز وأرتورو ساندوفال ومايكل فاينشتاين، الذين تحدثوا عن إعجاب إيرا غيرشوين بأغاني الزوجين. المغنية الأكثر ارتباطًا بكتاب أغاني باشاراش ديفيد، ديون وارويك، غنت «هذا الرجل في الحب معك» التي لم يتم تضمينها في بث PBS.
في 13 ديسمبر 2012، حصلت كارول كينج على جائزة غيرشوين في دورتها الخامسة، وهي المرة الأولى التي تُمنح فيها لمؤلفة موسيقية. في 21 مايو 2013، استضافت المكتبة حفلاً موسيقياً للمدعوين فقط في قاعة كوليدج تكريماً للملك. تضمنت تكريم كل النجوم عروضاً قدمها سيداه جاريت وكولبي كيلات وجيان ماركو وشيلبي لين وباتي أوستن وأرتورو ساندوفال وابنة كينج لويز جوفين. في الليلة التالية في البيت الأبيض، انضمت العائلة الأولى إلى كينج ونجوم الأداء بما في ذلك جيمس تايلور، وغلوريا إستيفان، وإيميلي ساندي، وتريشا ييروود، وجيسي مكارتني، وبيلي جويل.
في 22 يوليو 2014، تم الإعلان عن بيلي جويل باعتباره الفائز السادس بجائزة غيرشوين،        عينه أمين مكتبة الكونغرس تحت إشراف المكتبة من خبراء موضوع الكونجرس ومجلس استشاري موسع شمل ماري شابين كاربنتر (مؤلف أغاني)، ويسلي بولا (جامعة بلمونت)، أنتوني دي كورتيس (مجلة رولينج ستون)، إميليو إستيفان (منتج)، جريج فيلد (منتج)، إد هاردي (CMA))، جويل كاتز (Global Entertainment)، Stinson Liles (مستشار العلامة التجارية)، Rickey Minor (مدير الموسيقى)، Neil Portnow (الرئيس / الرئيس التنفيذي NARAS)، Karen Sherry (مؤسسة ASCAP)، Michael Strunsky (Ira and Leonore Gershwin Trusts) و Michelynn وودارد (مؤسسة دكتور فيل).
أقيم حفل التكريم جنبًا إلى جنب مع الحفلة الموسيقية في واشنطن العاصمة في DAR Constitution Hall  19 نوفمبر 2014، وبثته PBS في 2 يناير 2015. عمل كيفن سبيسي كمدير وتويلا ثارب (مدير مسرحية Movin 'Out الموسيقية) وقدم السير بول مكارتني تحية كلامية خاصة. من بين الممثلين: بويز II مين (" The Longest Time ")، وLeann Rimes (" Lullabye (Goodnight، My Angel) ")، وجوش غروبان (" She's Always a Woman ")، و Gavin DeGraw (" It's Still Rock and Roll To Me ") ومايكل فينشتاين وناتالي ماينز («لقد حصلت على طريق») وجون ميلينكامب («ألينتاون») وتوني بينيت («حالة ذهنية نيويورك»). أنهى جويل الليلة بأداء أربع أغنيات: " Miami 2017 (Seen the Lights Go Out on Broadway) " و " Vienna " و " You May Be Right " و «Movin 'Out (أغنية أنتوني)». كانت خاتمة العرض هي كيفن سبيسي يقود فناني الأداء الغناء " Piano Man ".
حصل ويلي نيلسون على جائزة الشرف لعام 2015. بدأ الاحتفال الذي استمر يومين بعرض تقديمي وعرض خاص يوم الثلاثاء 18 نوفمبر 2015 في مبنى توماس جيفرسون التاريخي بالمكتبة مع مجموعة من المشرعين في البلاد، الذين كرموا نيلسون لمساهماته في الموسيقى الشعبية. اعترفت مكتبة الكونجرس ويلي نيلسون بالحصول على جائزة غيرشوين السابعة للأغنية الشعبية. كان نيلسون أول مغني وكاتب أغاني لموسيقى الريف يحصل على الجائزة.
حصل سموكي روبنسون على جائزة الشرف لعام 2016. حصل توني بينيت على جائزة الشرف لعام 2017. بدأ الاحتفال بالمغني وكاتب الأغاني المحبوب البالغ من العمر 91 عامًا بعد ظهر الأربعاء 15 نوفمبر 2017 واستضافه بروس ويليس في مبنى جيفرسون. لم يكن هناك تكريم في عام 2018.
الفائزون بالجائزة لعام 2019 هم فريق الزوج والزوجة من إميليو إستيفان وغلوريا إستيفان. حصلوا على الجائزة في مارس 2019 في حفل تكريم كل النجوم في واشنطن العاصمة. تم بث الحفل على محطات PBS في جميع أنحاء البلاد. حصل غارث بروكس على جائزة التكريم لعام 2020؛ هو أصغر الفائز بالجائزة حتى الآن. لم يكن هناك تكريم في عام 2021. ليونيل ريتشي هو الفائز بجائزة 2022.

## الحائزون على الجائزة
| سنة  | المجند | المجند         |        |
| ---- | ------ | -------------- | ------ |
| 2022 |        | ليونيل ريتشي   | [ 29 ] |
| 2020 |        | جارث بروكس     | [ 28 ] |
| 2019 |        | جلوريا استيفان | [ 27 ] |
| 2019 |        | إميليو إستيفان | [ 27 ] |
| 2017 |        | توني بينيت     | [ 26 ] |
| 2016 |        | سموكي روبنسون  | [ 30 ] |
| 2015 |        | ويلي نيلسون    | [ 31 ] |
| 2014 |        | بيلي جويل      | [ 32 ] |
| 2013 |        | كارول كينج     | [ 33 ] |
| 2012 |        | بيرت باشاراش   | [ 34 ] |
| 2012 |        | هال ديفيد      | [ 35 ] |
| 2010 |        | بول مكارتني    | [ 36 ] |
| 2009 |        | ستيفي ووندر    | [ 37 ] |
| 2007 |        | بول سايمون     | [ 38 ] |

## المصارد
1. 1 2 3  "Paul Simon To Be Awarded First Annual Gershwin Prize for Popular Song by Library of Congress" (Press release). Library of Congress. 2 يوليو 2007. مؤرشف من الأصل في 2016-03-03. اطلع عليه بتاريخ 2015-01-04.
2. ↑  1'05'03 until 1'06'35 نسخة محفوظة 2022-06-01 على موقع واي باك مشين.
3. ↑  "Star-Studded Lineup Confirmed for Library of Congress Concert Honoring Gershwin Prize Recipient Paul Simon" (Press release). Library of Congress. 23 أبريل 2007. مؤرشف من الأصل في 2016-03-04. اطلع عليه بتاريخ 2015-01-04.
4. ↑  Broadcast of the ceremony نسخة محفوظة 2022-06-01 على موقع واي باك مشين.
5. ↑  "Singer/Songwriter Stevie Wonder Named Recipient of Library of Congress Gershwin Prize" (Press release). 2 سبتمبر 2008. مؤرشف من الأصل في 2016-09-21.
6. ↑  "Stevie Wonder honoured by Obama". بي بي سي نيوز. 26 فبراير 2009. مؤرشف من الأصل في 2009-03-01. اطلع عليه بتاريخ 2015-01-04.
7. ↑  "Sir Paul to receive top US honour". BBC News. 18 نوفمبر 2009. مؤرشف من الأصل في 2022-10-30. اطلع عليه بتاريخ 2015-01-04.
8. ↑  Pareles، Jon (2 يونيو 2010). "McCartney Is Honored at White House". نيويورك تايمز. مؤرشف من الأصل في 2022-10-30. اطلع عليه بتاريخ 2015-01-04.
9. ↑  "Burt Bacharach, Hal David Named Recipients of Fourth Library of Congress Gershwin Prize for Popular Song" (Press release). Library of Congress. 28 سبتمبر 2011. مؤرشف من الأصل في 2016-10-24. اطلع عليه بتاريخ 2015-01-04.
10. ↑  Lewis، Randy (9 مايو 2012). "Hal David, Burt Bacharach honored in D.C. with Gershwin Prize". لوس أنجلوس تايمز. مؤرشف من الأصل في 2022-06-24. اطلع عليه بتاريخ 2015-01-04.
11. ↑  "President and First Lady to Host Concert Honoring Carole King in the East Room" (Press release). 22 مايو 2013. مؤرشف من الأصل في 2022-10-30. اطلع عليه بتاريخ 2015-01-04.
12. ↑  Desta، Yohana (21 مايو 2013). "Carole King on Gershwin Prize: 'Do not make me cry'". يو إس إيه توداي. مؤرشف من الأصل في 2022-10-30. اطلع عليه بتاريخ 2015-01-04.
13. ↑  Hetrick، Adam (28 مايو 2013). "Carole King White House Concert, With Billy Joel and James Taylor, Broadcast on PBS May 28". بلايبل  [لغات أخرى]‏. مؤرشف من الأصل في 2013-06-08. اطلع عليه بتاريخ 2013-05-28.{{استشهاد ويب}}:  صيانة الاستشهاد: علامات ترقيم زائدة (link)
14. ↑  "Billy Joel to Receive Library of Congress' Gershwin Prize". Rolling Stone. مؤرشف من الأصل في 2017-12-02.
15. ↑  Frances Stead Sellers (20 نوفمبر 2014). "Billy Joel's Gershwin Prize for Popular Song brings out the big shots". Washington Post. مؤرشف من الأصل في 2015-07-03.
16. ↑  "Billy Joel to Receive Gershwin Prize - News Releases - Library of Congress". loc.gov. مؤرشف من الأصل في 2016-09-26.
17. ↑  "Billy Joel Receives The 2015 Gershwin Prize For Popular Song". The Inquisitr News. مؤرشف من الأصل في 2022-10-30.
18. ↑  BWW News Desk. "Billy Joel Honored With 2014 Library of Congress Gershwin Prize for Popular Song; Concert to Air 1/2 on PBS". broadwayworld.com. مؤرشف من الأصل في 2019-02-09.
19. 1 2  "Billy Joel". مؤرشف من الأصل في 2022-10-30.
20. ↑  Tucker، Neely (22 يوليو 2014). "Billy Joel to receive Gershwin Prize for Popular Song from Library of Congress". واشنطن بوست. مؤرشف من الأصل في 2015-07-03. اطلع عليه بتاريخ 2015-01-04.
21. ↑  "Bulla Invited to Serve as Executive Advisor for Gershwin Prize" (Press release). Belmont University. 16 ديسمبر 2014. مؤرشف من الأصل في 2022-10-30. اطلع عليه بتاريخ 2015-10-27.
22. ↑  "The Gershwin Prize Billy Joel - Gershwin Prize - PBS". مؤرشف من الأصل في 2019-09-03.
23. ↑  "Billy Joel, Popular Song, PBS, And Needing A Piano". NPR.org. 2 يناير 2015. مؤرشف من الأصل في 2015-05-13.
24. ↑  "Watch Kevin Spacey Perform 'Piano Man' With Billy Joel". Rolling Stone. مؤرشف من الأصل في 2018-06-27.
25. ↑  Smokey Robinson named 2016 Gershwin Prize for Popular Song honoree The Los Angeles Times, July 5, 2016 نسخة محفوظة 2022-02-16 على موقع واي باك مشين.
26. 1 2  "Tony Bennett - 2017 Gershwin Prize Honoree". Library of Congress. Library of Congress. مؤرشف من الأصل في 2022-11-25. اطلع عليه بتاريخ 2019-02-06.
27. 1 2 3  "Emilio and Gloria Estefan - 2019 Gershwin Prize Honorees". Library of Congress. Library of Congress. مؤرشف من الأصل في 2022-11-25. اطلع عليه بتاريخ 2019-02-06.
28. 1 2  "Garth Brooks - 2020 Gershwin Prize Honoree". Library of Congress. Library of Congress. مؤرشف من الأصل في 2022-11-25. اطلع عليه بتاريخ 2022-05-17.
29. 1 2  Willman, Chris (13 Jan 2022). "Lionel Richie to Receive Library of Congress' Gershwin Prize, With PBS Special Set for May". Variety (بالإنجليزية الأمريكية). Archived from the original on 2022-10-30. Retrieved 2022-01-27.
30. ↑  "Smokey Robinson - 2016 Gershwin Prize Honoree". Library of Congress. Library of Congress. مؤرشف من الأصل في 2022-11-25. اطلع عليه بتاريخ 2019-02-06.
31. ↑  "Willie Nelson - 2015 Gershwin Prize Honoree". Library of Congress. Library of Congress. مؤرشف من الأصل في 2022-11-25. اطلع عليه بتاريخ 2019-02-06.
32. ↑  "Billy Joel - 2014 Gershwin Prize Honoree". Library of Congress. Library of Congress. مؤرشف من الأصل في 2022-11-25. اطلع عليه بتاريخ 2019-02-06.
33. ↑  "Carole King - 2013 Gershwin Prize Honoree". Library of Congress. Library of Congress. مؤرشف من الأصل في 2022-11-25. اطلع عليه بتاريخ 2019-02-06.
34. ↑  "Burt Bacharach - 2012 Gershwin Prize Honoree". Library of Congress. Library of Congress. مؤرشف من الأصل في 2022-11-25. اطلع عليه بتاريخ 2019-02-06.
35. ↑  "Hal David - 2012 Gershwin Prize Honoree". Library of Congress. Library of Congress. مؤرشف من الأصل في 2022-11-25. اطلع عليه بتاريخ 2019-02-06.
36. ↑  "Paul McCartney - 2010 Gershwin Prize Honoree". Library of Congress. Library of Congress. مؤرشف من الأصل في 2022-11-25. اطلع عليه بتاريخ 2019-02-06.
37. ↑  "Stevie Wonder - 2009 Gershwin Prize Honoree". Library of Congress. Library of Congress. مؤرشف من الأصل في 2022-11-25. اطلع عليه بتاريخ 2019-02-06.
38. ↑  "Paul Simon - 2007 Gershwin Prize Honoree". Library of Congress. Library of Congress. مؤرشف من الأصل في 2022-11-25. اطلع عليه بتاريخ 2019-02-06.

## الروابط الخارجية
- الموقع الرسمي

قالب:Gershwin Prize